# Mimmo Paladino
Mimmo Paladino (ur. 18 grudnia 1948 w Paduli) – współczesny włoski malarz, rzeźbiarz, grafik i rysownik. 
Obok Sandro Chia, Enzo Cucchi i Francesco Clemente jeden z głównych przedstawicieli włoskiej transawangardy. 

## Życiorys
Studiował w latach 1964-1968 na Liceo Artistico di Benevento. W latach 70. skupiał się w swoich pracach na rysunku. Pierwsze wystawy indywidualne Paladiniego odbyły się w 1976 roku w galeriach D'Arte Duemila w Bolonii i Nuovi Strumenti w Brescii. Rok później przeniósł się na stałe do Mediolanu. Prace z końca lat 70. wyróżniają się głównie monochromatycznością — kolorami niebieskim, czerwonym lub żółtym.
Krytycy sztuki w 1980 roku przypisali Paladiniego do listy przedstawicieli włoskiej transawangardy (wł. transavanguardia, czyli „poza awangardą”). Kariera tego artysty nabrała znacznego rozwoju. W swoich pracach stosował alegoryczny styl figuratywny. Wśród inspiracji wymienia sztukę chrześcijańską, mitologię klasyczną, a także wpływ sztuki starożytnego Egiptu, plemiennej i współczesnej.
W 1982 uczestniczył w Documenta 7 w Kassel.